# Chapuisia nigrofemorata
Chapuisia nigrofemorata es un coleóptero de la familia Chrysomelidae. Fue descrita científicamente en 1958 por Bryant.